# کوین مینی
کوین مینی (انگلیسی: Kevin Meaney; ۲۳ آوریل ۱۹۵۶ – ۲۱ اکتبر ۲۰۱۶) کمدین، بازیگر تئاتر، بازیگر تلویزیون و صدا پیشه اهل ایالات متحده آمریکا بود.
وی بازیگر فیلم‌هایی همچون بزرگ، داستان‌های باورنکردنی، خفه‌شو و مرا ببوس، اتاق کابوس، ۳۰ راک و دو دختر ورشکسته بوده‌است.